# Bathyspondylus swindoniensis
Il batispondilo (Bathyspondylus swindonensis) è un rettile marino estinto, appartenente ai plesiosauri. Visse nel Giurassico superiore (Kimmeridgiano, circa 155 milioni di anni fa) e i suoi resti sono stati ritrovati in Inghilterra.

## Classificazione
Questo rettile è conosciuto solo per uno scheletro incompleto, ritrovato nel Wiltshire (Inghilterra). Le vertebre di Bathyspondylus erano di forma insolita, in quanto i centri vertebrali erano molto profondi in relazione alla loro lunghezza: da qui il nome Bathyspondylus, che deriva dal greco e significa "vertebra profonda". Queste vertebre, inoltre, possedevano superfici articolari piatte o leggermente concave. Descritto per la prima volta nel 1982, questo rettile marino è stato considerato una possibile forma intermedia tra i plesiosauri veri e propri (dotati di collo lungo) e i pliosauri (dal collo corto).